# Anton Oliver
Anton David Oliver (* 9. September 1975 in Invercargill) ist ein ehemaliger neuseeländischer Rugby-Union-Spieler. Er spielte auf der Position des Haklers. Von 1997 bis 2007 war er Nationalspieler.
Olivers letzte Station war nach der verpatzten Rugby-WM 2007 und seinem Abschied aus Neuseeland der RC Toulon, der den Wiederaufstieg in die französische Top 14 gerade verpasst hatte und trotzdem starke Beachtung fand, da er große Rugby-Veteranen wie Tana Umaga und George Gregan für die Zeit nach der Rugby-Weltmeisterschaft verpflichten konnte. Er schaffte mit der Mannschaft den Aufstieg in die Top 14 und erklärte nach dem Ende der Saison 2007/2008 seinen Rücktritt vom aktiven Rugbysport.
Vorher spielte er für die Highlanders in der Super 14 und für Otago im Air New Zealand Cup. Er war der erste neuseeländische Spieler, der in 100 Super-Rugby-Spielen auflief.

## College- und Universitätszeit
Oliver wurde in Invercargill geboren und ging auf das Marlborough Boys College. Er debütierte 1993 im Provinzrugby für Marlborough gegen Nelson Bays. Außerdem repräsentierte er die NZ Secondary Schools und die neuseeländische U-19 im gleichen Jahr. 1994 repräsentierte er die U-19 und U-21, und für die nächsten zwei Jahre die U-21. Er zog 1994 nach Dunedin, um auf der University of Otago zu studieren, und gab sein Debüt für Otago.

## All Blacks
1997, im Alter von 21 Jahren, debütierte Oliver für die Nationalmannschaft gegen Fidschi. Er hat insgesamt 15 Länderspielpunkte (3 Versuche) erzielt.
Oliver war als erster Spieler Sohn eines ehemaligen Kapitäns sowie selber Kapitän, als er 2001 das Amt des Spielführers der All Blacks bekam. Vater Frank Oliver führte die All Blacks 1978 an.
In seinem Buch „Anton Oliver, inside“ (2005) sprach er offen über die exzessiven Trinkgelage, die Einzug bei den All Blacks gehalten haben. In diesem Buch sprach er ohne Scham darüber, wie ein Brief eines jungen Fans, ihn zum Nachdenken über sein rüpelhaftes Benehmen brachte, und preist Wayne Smith und Andrew Martin dafür, dass sie die All Blacks wieder dahin brachten, „wo sie hingehören“.
Oliver ist ein Förderer der Coalition for Open Government.